# Rinzenberg
Rinzenberg là một đô thị thuộc huyện Birkenfeld, bang Rheinland-Pfalz, Đức. Đô thị này có diện tích 11,33 km².